# Coupe de la Ligue française féminine de handball
La Coupe de la Ligue française féminine de handball est une ancienne compétition de handball en France créée en 2003 et supprimée en 2016. L'édition 2015-2016 est la dernière, notamment en raison de la fusion de deux coupes d'Europe, la coupe de l'EHF et de la coupe d'Europe des vainqueurs de coupe, qui voit la France perdre un représentant dans l'ensemble des compétitions européennes. 
Elle rassemblait tout ou partie des équipes du championnat de France qui s'affrontaient au cours d'un tournoi à élimination directe.
Vainqueur de huit des quatorze éditions, le Metz Handball est le club le plus titré.

## Palmarès

### Finales
| Saison    | Vainqueur                     | Finaliste                      | Score   |
| --------- | ----------------------------- | ------------------------------ | ------- |
| 2002-2003 | Entente sportive Besançon     | Cercle Dijon Bourgogne         | 26 – 25 |
| 2003-2004 | Entente sportive Besançon (2) | Metz Handball                  | 31 – 28 |
| 2004-2005 | Metz Handball                 | Le Havre AC Handball           | 27 – 26 |
| 2005-2006 | Metz Handball (2)             | Le Havre AC Handball (2)       | 25 – 21 |
| 2006-2007 | Metz Handball (3)             | Cercle Dijon Bourgogne (2)     | 25 – 18 |
| 2007-2008 | Metz Handball (4)             | CJF Fleury-Les-Aubrais         | 36 – 30 |
| 2008-2009 | Metz Handball (5)             | Le Havre AC Handball (3)       | 25 – 20 |
| 2009-2010 | Metz Handball (6)             | HBC Nîmes                      | 21 – 18 |
| 2010-2011 | Metz Handball (7)             | Handball féminin Arvor 29      | 29 – 27 |
| 2011-2012 | Handball féminin Arvor 29     | Mios-Biganos bassin d'Arcachon | 30 – 27 |
| 2012-2013 | Issy Paris Hand               | HBC Nîmes (2)                  | 23 – 21 |
| 2013-2014 | Metz Handball (8)             | CJF Fleury Loiret (2)          | 25 – 20 |
| 2014-2015 | CJF Fleury Loiret             | Union Mios Biganos-Bègles      | 32 – 31 |
| 2015-2016 | CJF Fleury Loiret (2)         | OGC Nice Côte d'Azur Handball  | 25 – 20 |

### Tableau d'honneur
| Rang  | Club                          | Victoires | Victoires                                        | Finales perdues | Finales perdues  |
| Rang  | Club                          | Nombre    | Année(s)                                         | Nombre          | Année(s)         |
| ----- | ----------------------------- | --------- | ------------------------------------------------ | --------------- | ---------------- |
| 1     | Metz Handball                 | 8         | 2005, 2006, 2007, 2008, 2009, 2010, 2011 et 2014 | 1               | 2004             |
| 2     | CJF Fleury Loiret             | 2         | 2015, 2016                                       | 2               | 2008, 2014       |
| 3     | ES Besançon                   | 2         | 2003, 2004                                       | 0               | -                |
| 4     | Handball féminin Arvor 29     | 1         | 2012                                             | 1               | 2011             |
| 5     | Issy Paris Hand               | 1         | 2013                                             | 0               | -                |
| 6     | Le Havre AC                   | 0         | -                                                | 3               | 2005, 2006, 2009 |
| 7     | Cercle Dijon Bourgogne        | 0         | -                                                | 2               | 2003, 2007       |
| 7     | HBC Nîmes                     | 0         | -                                                | 2               | 2010, 2013       |
| 7     | Union Mios Biganos-Bègles     | 0         | -                                                | 2               | 2012, 2015       |
| 10    | OGC Nice Côte d'Azur Handball | 0         | -                                                | 1               | 2016             |
| Total | Total                         | 14        | 2003-2016                                        | 14              | 2003-2016        |

## Statistiques
- Plus grand nombre de victoires en finale : 8 Metz Handball
- Plus grand nombre de victoires consécutives : 7 Metz Handball de 2004 à 2011
- Plus grand nombre de participations à une finale : 9 Metz Handball